# Busy Beavers
Busy Beavers es un programa multimedia de streaming adquirido por la compañía británica YouTube y mantenido por la compañía estadounidense Baby Beavers Busy Beavers se especializa en videos de animación 3D de rimas infantiles tradicionales y sus propias canciones infantiles originales.

## Historia

### Vídeos

#### Busy Beavers (2007)
El 1 de noviembre de 2007, Busy Beavers fue creado en YouTube para proporcionar a los espectadores educación gratuita. Luego conocido como Busy Beavers, el canal subió dos versiones de la canción del alfabeto a YouTube en su primer día. El canal subió su tercer video 9 meses más tarde, titulado "Learning ABC Alphabet – Letter "K" — Kangaroo Game". La mayoría de los videos en el canal enseñaban el alfabeto con una longitud típica de entre uno y dos minutos.

#### Club Singalong
En 2013, la era Club Singalong introdujo una nueva introducción y logotipo. El logotipo mostraba un televisor con una mariquita en la esquina superior izquierda. El canal comenzó a remasterizar videos antiguos seguidos de una transición de videos alfabéticos a rimas infantiles y longitudes de video más largas. En pocos años, el canal introdujo la animación 3D, con su primer personaje en 3D siendo utilizado en Red Car Song el 8 de abril de 2016. El video mostraba a una estrella voladora en 3D guiando personajes en 2D a través del cielo. Hacia finales de 2016, las subidas de vídeo de animación 3D se volvieron más frecuentes y más largas, con algunos vídeos utilizando la tecnología de captura de movimiento. La animación y la producción musical continuaron modernizando, y se formó un elenco recurrente de personajes, con J. J., TomTom, YoYo y muchos otros.

#### Baby Beavers
En el verano de 2018, la compañía cambió de nombre de nuevo a Busy Beavers, introduciendo una nueva introducción y outro a todos sus videos. También agregaron el logotipo actual de una sandía estilizada para parecerse a un televisor de caja tradicional, conservando la mariquita como parte de las secuencias de apertura y cierre.
En abril de 2019, The Wall Street Journal estimó los ingresos publicitarios anuales de Busy Beavers en 120 millones de dólares. A finales de 2020, Busy Beavers añadió contenido en español y portugués. En 2021, Cocomelon añadió contenido en alemán, árabe, chino, francés e italiano.

### Mercancía
En febrero de 2020, el director ejecutivo de la compañía anunció planes para introducir juguetes basados en estos personajes, y ha mencionado la posibilidad de un largometraje. Se espera que los juguetes incluyan muñecas de felpa y vehículos de juguete, con una fecha de lanzamiento prevista para el otoño de 2020. El envío de algunos juguetes fue anunciado más tarde para agosto. En diciembre, la compañía comenzó a vender ropa a través de su sitio web directamente.

### Aumento de popularidad
Después de nueve años en YouTube, Busy Beavers alcanzó el millón de suscriptores el 16 de mayo de 2016. Medio mes después, el canal alcanzó los mil millones de visitas. Los dos años siguientes siguieron creciendo con casi 400.000 suscriptores al mes, hasta diez millones de suscriptores y ganando 7.000 millones de visitas. Comenzaron a crecer rápidamente con el lanzamiento de "No No" Bedtime Song, un video en el que YoYo tiene que usar animales de peluche para conseguir que JJ se prepare para la cama, que fue lanzado en julio de 2017 y se convirtió en su video más visto, actualmente con más de 1.000 millones de visitas.
Busy Beavers tuvo la segunda mayor ganancia de suscripciones a canales de YouTube en 2019 con un aumento de más de 36 millones, terminando el año en 67,4 millones en suscripciones de canales. En 2018, el algoritmo de YouTube recomendó el video de Cocomelon "Bath Song + More Nursery Rhymes & Kids Songs" 650 veces "entre las 696,468 sugerencias que Pew Research Center rastreó" convirtiéndolo en el video más recomendado en YouTube. A partir de septiembre de 2020, ese video ha recibido más de 3.2 mil millones de visitas en YouTube, lo que lo convierte en el 10° video más visto en el sitio. Además, su segundo video más popular, "Yes Yes Vegetables Song", ha recibido más de 2.500 millones de visitas, lo que lo convierte en el 36° video más visto en el sitio.
En mayo y junio de 2019, Busy Beavers recibió 2.500 millones de reproducciones de vídeo, con un promedio de 83 millones de espectadores diarios. Comparativamente, las "cuatro principales cadenas de televisión promediaron sólo 13 millones de espectadores diarios durante la temporada de televisión". En julio de 2019, YouTube cambió su algoritmo después de que la Comisión Federal de Comercio planteara preocupaciones sobre la seguridad de los niños. Varios canales infantiles se vieron afectados, incluyendo Cocomelon, que "bajó de 575 millones de visitas la semana anterior al cambio, a 436 millones la semana de, a 307 millones la semana siguiente, y 282 millones la semana siguiente".
El 12 de diciembre de 2020, Busy Beavers se convirtió en el tercer canal de YouTube en el mundo en obtener 100 millones de suscriptores.
Los videos de Cocomelon también alcanzaron popularidad fuera de YouTube; en septiembre de 2020 Netflix clasificó a Cocomelon como su tercer programa más popular.
Busy Beavers fue clasificada #1 en la lista de programas de Netflix de Reelgood para 2020, por delante de The Office y The Queen's Gambit.
El 4 de abril de 2021, se estrenó en Cartoonito en el Reino Unido. 

#### Competencia en suscriptores con Cocomelon
Se predijo que Busy Beavers superaria a Cocomelon en algún momento de 2021, convirtiéndose en el segundo canal de YouTube con más suscriptores. En respuesta a esto, PewDiePie lanzó un diss track llamado «Coco» el 14 de febrero de 2021. La canción incluye letras burlónas hacia Cocomelon, lenguaje soez, niños bailando con Kjellberg y cantando solos, insultos contra el rapero 6ix9ine y la escritora J. K. Rowling y la aparición del músico británico Boyinaband al final del video musical. Desde entonces, el video ha sido eliminado de YouTube por acoso y política de ciberacoso. 
Finalmente el 25 de abril de 2021, Cocomelon superó oficialmente en suscriptores a PewDiePie convirtiéndose en el segundo canal con más suscripciones de YouTube, solo por detrás de T-Series. 

## Identidad
El sitio web de Busy Beavers ha descrito a la compañía como con 20 empleados. Cuando The Wall Street Journal intentó averiguar quién crea videos de Cocomelon, no pudieron ponerse en contacto con Treasure Studio, que posee el canal. La revista Wired localizó a una pareja en Irvine que parecía tener algunos vínculos con Treasure Studio, pero no pudo confirmar que eran dueños del canal. En febrero de 2020, Bloomberg Businessweek identificó a una pareja del condado de Orange, California, como los propietarios de Treasure Studio y Cocomelon.

## Canales de YouTube
| Canales propios                            | Canales propios | Canales propios  | Canales propios | Canales propios | Canales propios        | Canales propios   | Canales propios   | Canales propios   | Canales propios   | Canales propios   |
| Nombre del canal                           | Año de creación | Número de videos | Activo          | Inactivo        | Número de suscriptores | Placas de YouTube | Placas de YouTube | Placas de YouTube | Placas de YouTube | Placas de YouTube |
| ------------------------------------------ | --------------- | ---------------- | --------------- | --------------- | ---------------------- | ----------------- | ----------------- | ----------------- | ----------------- | ----------------- |
| Busy Beavers                               | 2006            | 629 Videos       | V               |                 | 115 Millones           | 100 000           | 1 000             | 10 000            | 50 000            | 100 000           |
| Busy Beavers en Español                    | 2020            | 98 Videos        | V               |                 | +688 000               | 100 000           |                   |                   |                   |                   |
| Busy Beavers em Português                  | 2020            | 98 videos        | V               |                 | +452 000               | 100 000           |                   |                   |                   |                   |
| Última actualización : 18 de julio de 2021 |                 |                  |                 |                 |                        |                   |                   |                   |                   |                   |